# Побондз
Побондз (пол. Pobądz) — село в Польщі, у гміні Тихово Білоґардського повіту Західнопоморського воєводства.
Населення — 151 особа (2011).
У 1975-—998 роках село належало до Кошалінського воєводства.

## Демографія
Демографічна структура станом на 31 березня 2011 року:
|          | Загалом | Допрацездатний вік | Працездатний вік | Постпрацездатний вік |
| -------- | ------- | ------------------ | ---------------- | -------------------- |
| Чоловіки | 73      | 23                 | 45               | 5                    |
| Жінки    | 78      | 19                 | 45               | 14                   |
| Разом    | 151     | 42                 | 90               | 19                   |